# Dzierżoniów Śląski
Dzierżoniów Śląski (niem. Reichenbach) – stacja kolejowa w Dzierżoniowie zlokalizowana przy ulicy Henryka Sienkiewicza.

## Historia
Stację otwarto w 1855 roku, niedługo potem też budynek dworca Reichenbach.  Tę nazwę nosiła do 1945 roku, kiedy to zmieniono nazwę na Rychbach, a w 1947 na Dzierżoniów Śląski. W 2013 roku budynek dworca został bezpłatnie przejęty przez miasto. W 2018 roku samorząd województwa dolnośląskiego przejął od PKP nieczynną od 2001 roku linię Dzierżoniów Śląski – Bielawa Dolna. 4 lutego 2019 roku na terenie dworca zostało otwarte Sowiogórskie Centrum Komunikacyjne.  
Z dniem 15 grudnia 2019 stacja uzyskała bezpośrednie połączenie z Bielawą Zachodnią, przywrócone po 40 latach. 

## Ruch pasażerski
| Rok  | Wymiana pasażerska na dobę |
| ---- | -------------------------- |
| 2017 | 300-499                    |
| 2018 | 300-499                    |
| 2019 | 500-699                    |
| 2020 | 300-499                    |
| 2021 | 300-499                    |
| 2022 | 500-699                    |
| 2023 | 500-699                    |

## Opis stacji

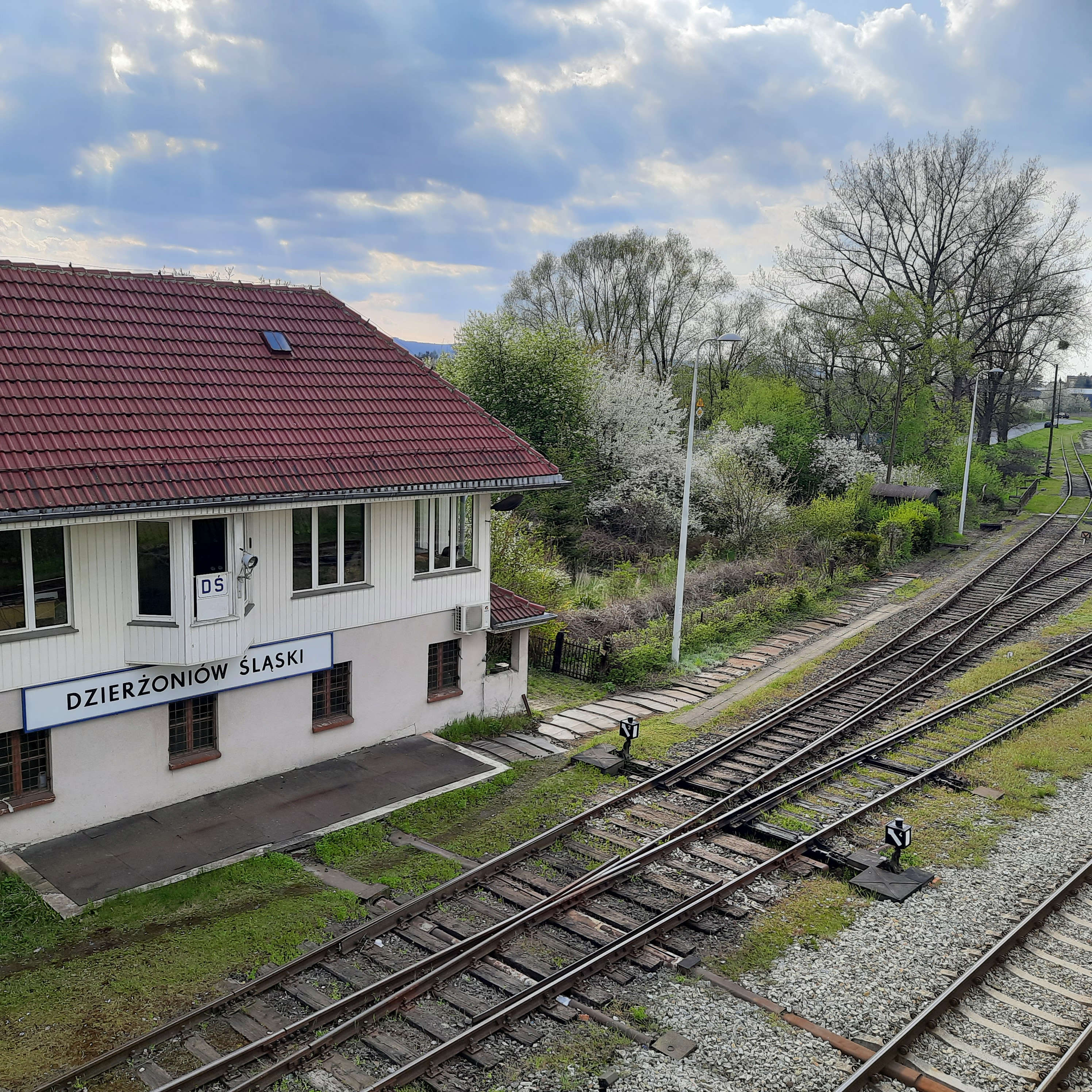
Jeden z budynków stacji

W 2018 roku przeprowadzono generalny remont budynku i jego otocznia. Po remoncie ma nosić nazwę Sowiogórskie Centrum Komunikacyjne. Koszt całkowity wraz z centrum przesiadkowym które obejmuje przystanki autobusowe to 20 mln złotych.Na stacji znajdują się dwa perony połączone przejściem podziemnym. Piętro budynku zaadaptowano na hostel. Na parterze jest poczekalnia z kącikiem dla dzieci. Zaplanowano też przeniesienie tu siedziby dzielnicowych, urządzenie restauracji oraz stanowisk odjazdowych dla autobusów miejskich i busów. 